# Estación Milagro
Milagro es una estación de ferrocarril ubicada en la localidad de Milagro, Departamento General Ocampo, Provincia de La Rioja, Argentina.

## Servicios
Presta servicios de cargas a través de la empresa estatal Trenes Argentinos Cargas.
Sus vías corresponden al Ramal A2 del Ferrocarril General Belgrano.